# Gościm

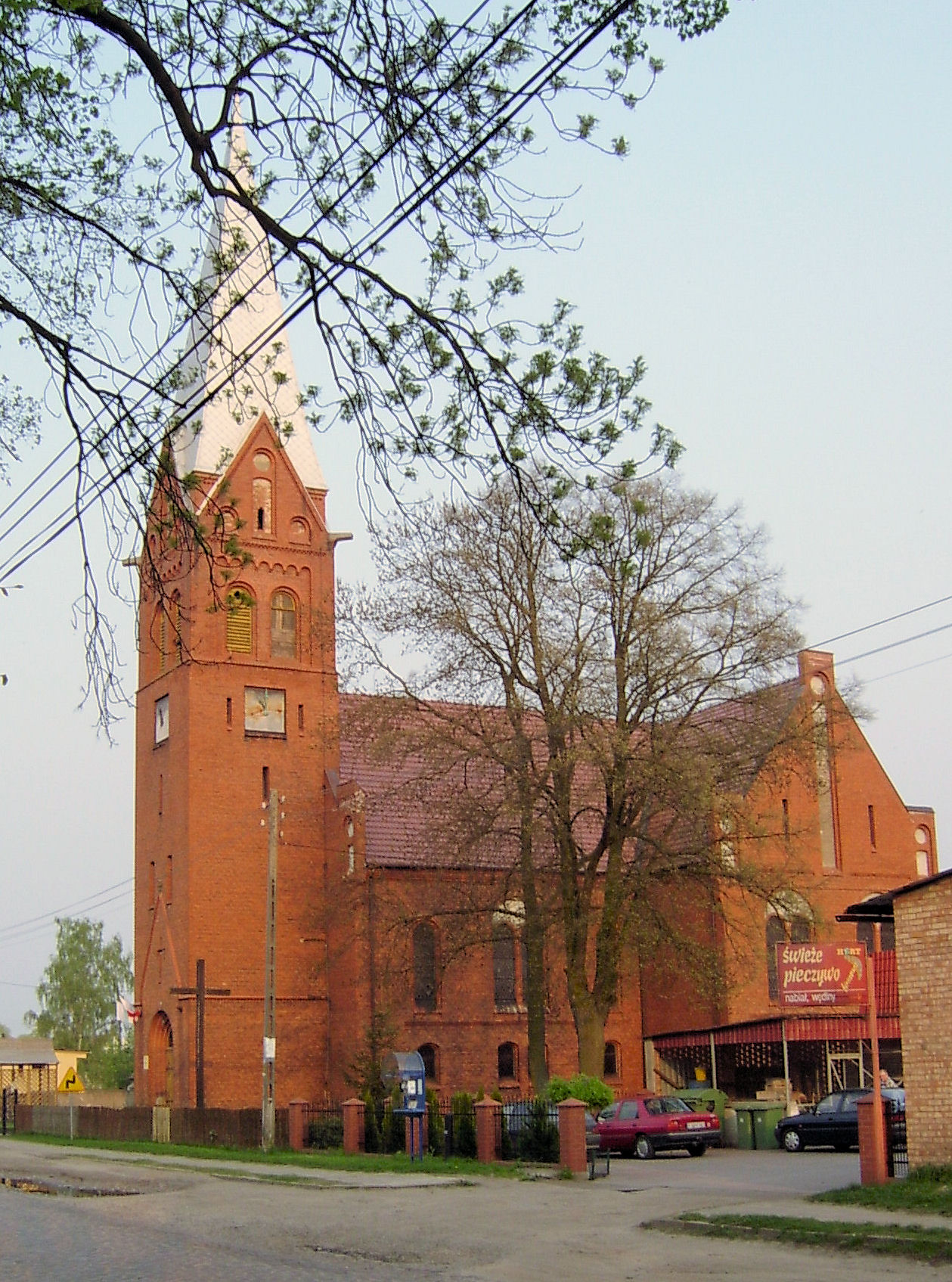
Kościół pw. Niepokalanego Poczęcia NMP

Gościm (niem. Gottschimm) – wieś w Polsce położona w województwie lubuskim, w powiecie strzelecko-drezdeneckim, w gminie Drezdenko.
W latach 1945–1954 i 1973–1976 miejscowość była siedzibą gminy Gościm. W latach 1954–1972 wieś należała i była siedzibą władz gromady Gościm. W latach 1975–1998 miejscowość administracyjnie należała do województwa gorzowskiego.

## Położenie
Wieś sołecka położona przy drodze nr 158 z Gorzowa Wielkopolskiego do Drezdenka, na północnym skraju Puszczy Noteckiej i południowej krawędzi doliny Noteci. Obok Gościmia znajduje się grupa jezior soleckich (m.in. Solecko, Lubiatówko, Gostomie i Łąkie), teren atrakcyjny pod względem turystycznym i przyrodniczym.

## Historia
Stara osada słowiańska, jej przeszłość potwierdzają wykopaliska zaliczane do kultur pucharów lejkowatych i ceramiki sznurowej. Wieś wzmiankowana w 1317 r. gdy wchodziła w skład posiadłości Ostendów z Drezdenka. Po przejęciu przez Brandenburgię przez stulecia zachowała polski charakter. W 1440 r. wieś została spalona przez Krzyżaków władających wówczas Nową Marchią, za odmowę płacenia czynszów i podatków. Polska próbowała zbrojnie odzyskać tereny kasztelanii drezdeneckiej w 1467 r.
W czasie II wojny światowej istniał tu obóz pracy przymusowej dla jeńców francuskich i włoskich.

## Zabytki
Do wojewódzkiego rejestru zabytków wpisane są:
- kościół filialny pod wezwaniem Niepokalanego Poczęcia NMP, neogotycki z 1897 roku, z okazałą wieżą
  - cmentarz przykościelny

inne zabytki:
- zabudowa z przełomu XIX i XX w., m.in. szachulcowa chałupa nr 51.

## Walory turystyczne
Teren wypoczynkowo-turystyczny.
Na południe od Gościmia leży jezioro Solecko, największy akwen Puszczy Noteckiej. Nad jego brzegami zlokalizowane są: ośrodek wypoczynkowy, ośrodek rehabilitacyjny, kąpieliska, pola namiotowe i kolonia domków letniskowych. Nad leżącym 3 km na południowy zachód jeziorem Gostomie znajduje się letni ośrodek harcerski. Warto odwiedzić tutejsze faunistyczne rezerwaty przyrody: Czaplenice, Łabędziniec i Lubiatowskie Uroczyska, chroniące kolonie ptaków (czaple, kormorany), zespoły roślinne i leśne oraz obszary źródliskowe.
We wsi znajdują się: ośrodki wypoczynkowe, kościół, przystanek PKS, poczta, ośrodek zdrowia, biblioteka, fizjoterapeuta, fryzjer, piekarnia, bar i sklepy. Od dnia 14 lutego 2008 we wsi istnieje Stowarzyszenie Rozwoju Wsi Gościm.

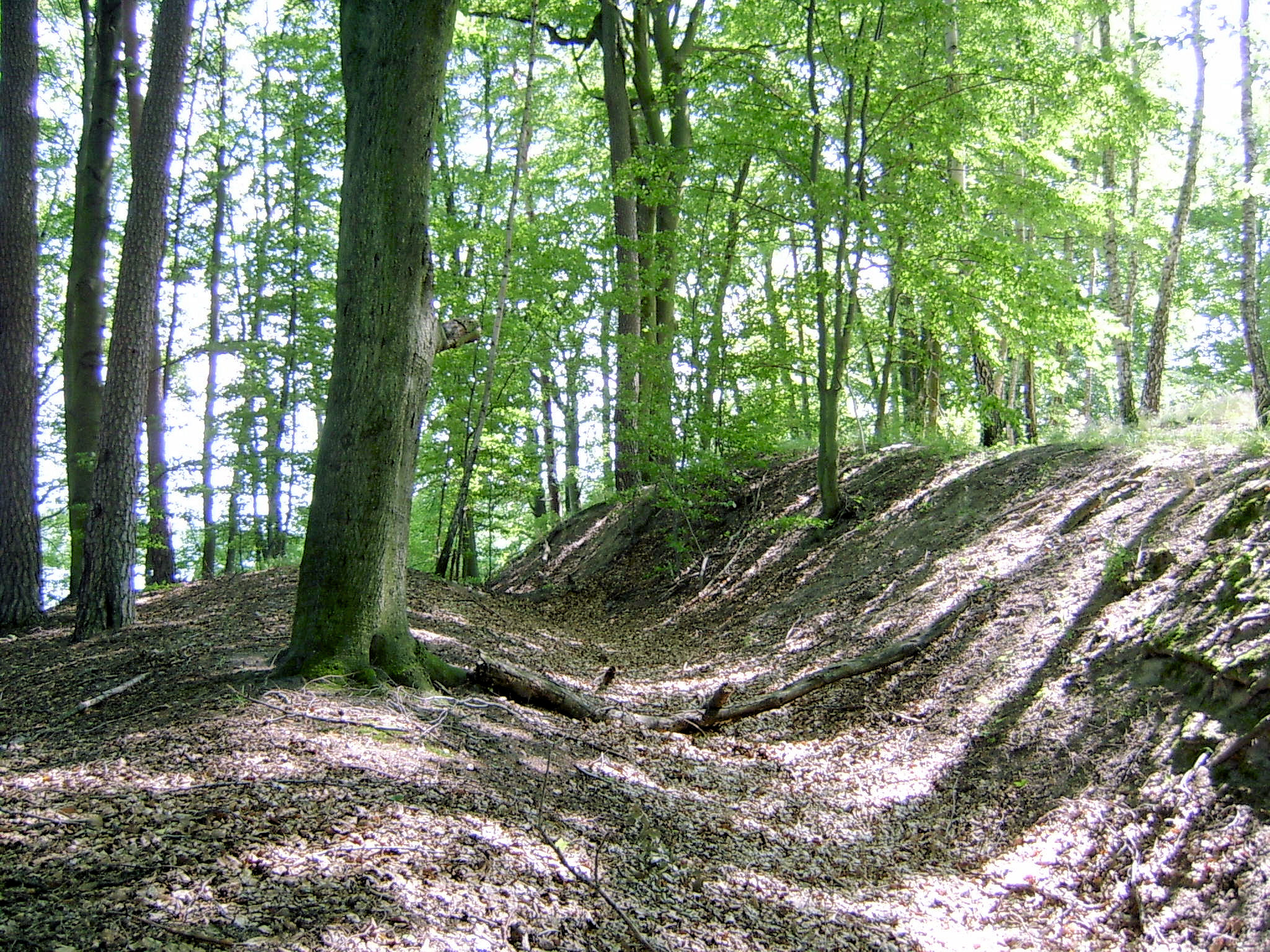
Rezerwat Lubiatowskie Uroczysko
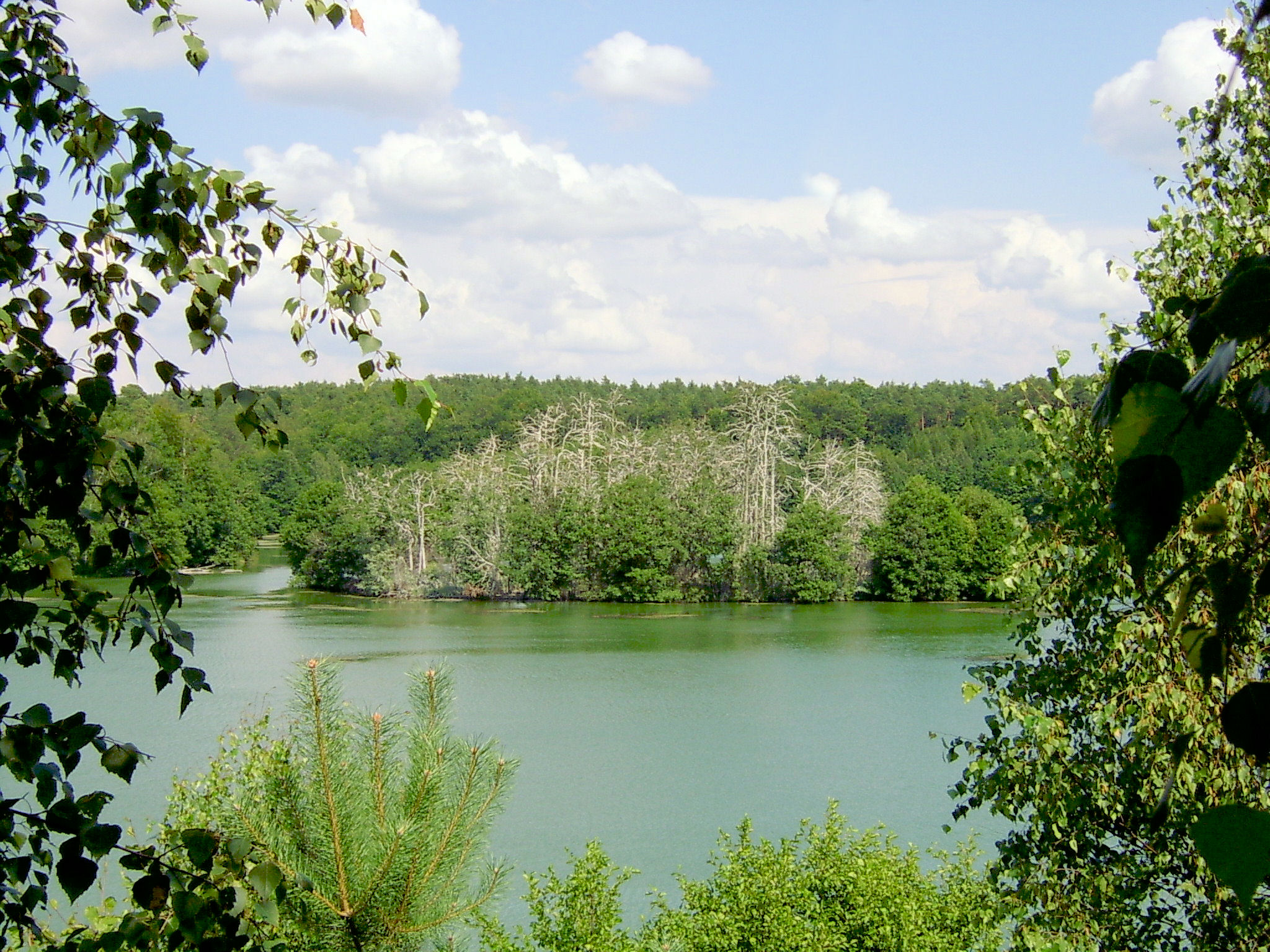
Jezioro Lubiatówka – wyspa kormoranów – rezerwat Łabędziniec
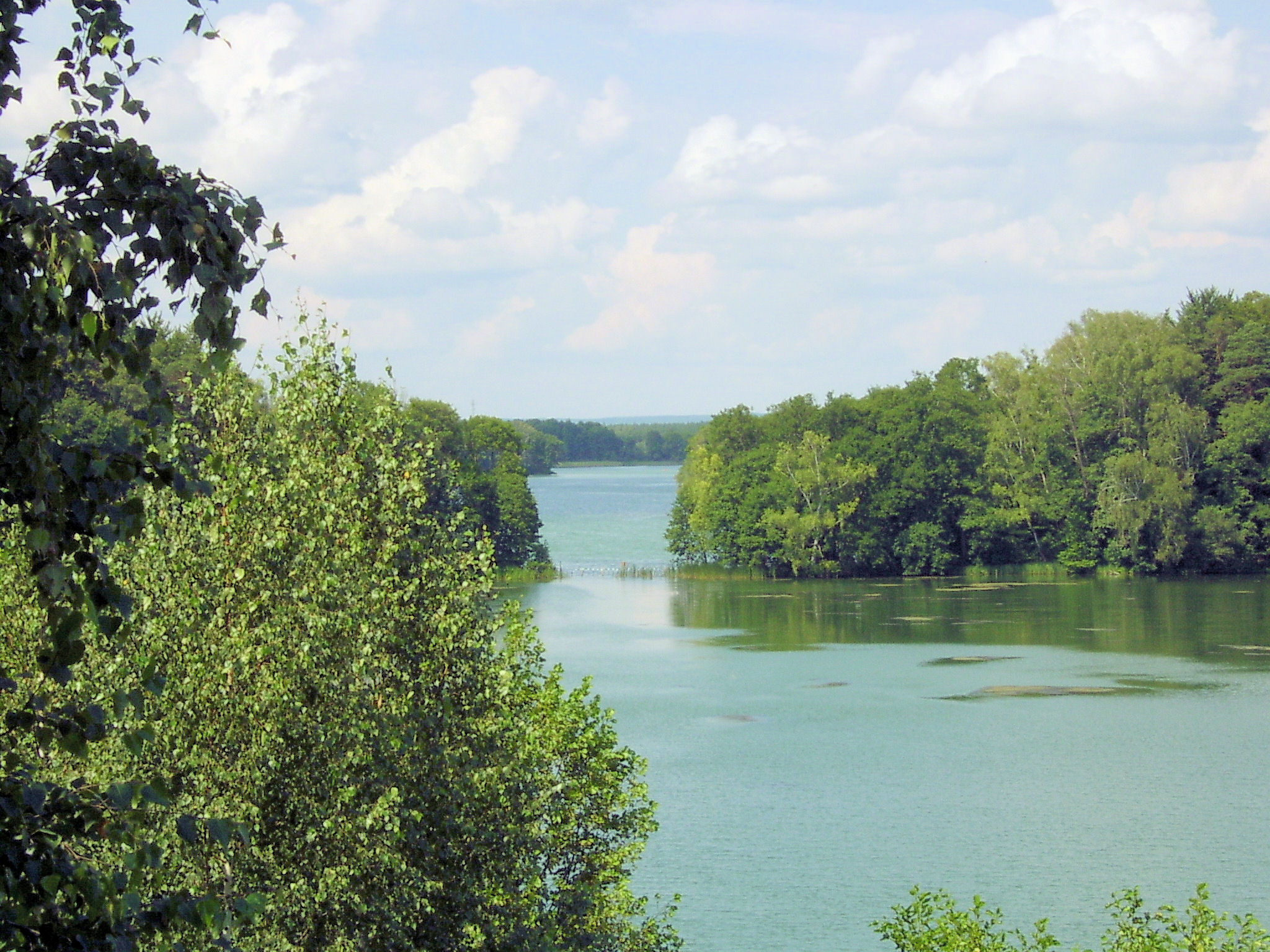
Jezioro Solecko – na półwyspie między jeziorami Solecko i Lubiatówka rezerwat Czaplenice